# Ernest Gellner
Ernest Gellner (París, 9 de diciembre de 1925-Praga, 5 de noviembre de 1995) fue un filósofo y antropólogo social británico de origen checo.

## Trayectoria como sociólogo
Su primer libro, Las palabras y las cosas (1959) contenía un ataque frontal a la filosofía lingüística de Oxford, variante de la filosofía analítica de inspiración de Wittgenstein. Profesor de Filosofía, lógica y método científico en la London School of Economics and Political Science de 1962 a 1984, y luego profesor de Antropología Social (William Wyse Presidente) de la Universidad de Cambridge hasta 1992, y finalmente director del nuevo Centro para el Estudio del Nacionalismo en Praga, Gellner luchó toda su vida, con su enseñanza, a través de sus intervenciones y publicaciones, contra lo que llamó sistemas cerrados de pensamiento, especialmente el comunismo, el psicoanálisis, el relativismo postmoderno. La modernización de la sociedad, el nacionalismo y el islam fueron los temas centrales de su investigación sociológica.
Gellner ha defendido la tradición de la Ilustración y el pluralismo liberal, en oposición a las ideologías totalitarias, ganando una reputación bien merecida como enemigo de los intelectuales ídolos del siglo XX, sobre todo Marx, Freud y Wittgenstein. Gellner ha defendido el papel de la razón como guía para la filosofía y las ciencias humanas, y ha criticado las corrientes relativistas del pensamiento contemporáneo, como el estructuralismo de Lévi-Strauss, la antropología interpretativa de Clifford Geertz, y el postmodernismo. Gellner fue influenciado por Karl Popper, Raymond Aron, Elias Canetti y Max Weber. De acuerdo con Perry Anderson, entre todos los sociólogos discípulos de la corriente de Weber, Gellner es el que se ha mantenido más cerca de los problemas intelectuales que son fundamentales para Weber.
Con motivo de su muerte, fue descrito por el Daily Telegraph como uno de los intelectuales más importantes del mundo, y por The Independent como partidario militante del racionalismo crítico.
Ernest Gellner es uno de los pensadores más influyentes de las ciencias sociales. Es autor de una de las pocas teorías originales sobre nacionalismo expuesta en Thought and Change, argumentando que el nacionalismo es un inevitable producto de la modernización, que necesita culturas escritas para crear homogéneas sociedades de ciudadanos. En su libro "Naciones y nacionalismo" (Nations and Nationalism), analiza la relación entre el nacionalismo y el desarrollo de las sociedades modernas. Examina cómo el nacionalismo surge como una consecuencia de la industrialización y la educación masiva. Ofrece una perspectiva sociológica y teórica sobre el nacionalismo. Gellner argumenta que el nacionalismo es una consecuencia de la modernidad y el cambio social, y que surge como una respuesta a la necesidad de homogeneidad cultural en las sociedades industrializadas y urbanizadas.
Sostiene que el nacionalismo se basa en la construcción de una identidad cultural compartida. Él argumenta que en las sociedades preindustriales, las identidades culturales eran locales y diversas, pero con la llegada de la modernidad, se desarrolla la necesidad de una cultura homogénea y estandarizada para mantener la cohesión y la comunicación en las sociedades complejas. Gellner considera que el nacionalismo se relaciona con la idea de la soberanía y la autodeterminación de una nación. Él sostiene que el nacionalismo surge cuando una cultura particular busca establecer su propio estado-nación, con un gobierno autónomo y la capacidad de tomar decisiones políticas independientes. También aborda la relación entre el nacionalismo y los intereses políticos y económicos. Él argumenta que el nacionalismo a menudo se utiliza como una herramienta política para movilizar a las masas y proteger los intereses económicos y políticos de una nación. Además, considera que el nacionalismo puede ser instrumentalizado por las élites políticas para mantener el control y la estabilidad en la sociedad.
En su obra, Gellner adopta una postura más neutral hacia el nacionalismo en comparación con otros autores. Reconoce tanto los aspectos positivos, como la creación de identidad y cohesión social, como los aspectos negativos, como la exclusión y los conflictos étnicos. Gellner enfatiza la relación entre el nacionalismo y los cambios sociales, económicos y culturales que caracterizan a la sociedad moderna, y cómo el nacionalismo se convierte en una forma dominante de organización social en este contexto. Las ideas de Ernest Gellner con otros autores difieren en varios aspectos importantes. Algunas de las principales diferencias entre sus enfoques son sobre el Origen del nacionalismo, Gellner argumenta que el nacionalismo es una consecuencia de la modernidad y el cambio social. Él sostiene que surge debido a la necesidad de una cultura homogénea y estandarizada en las sociedades industrializadas y urbanizadas. Por otro lado, Hobsbawm aborda el nacionalismo desde una perspectiva histórica más amplia. Él examina cómo el nacionalismo ha evolucionado a lo largo del tiempo y se ha desarrollado en diferentes contextos históricos y sociales. La Construcción de identidades nacionales, Gellner sostiene que las identidades nacionales son en gran medida construcciones inventadas y fabricadas. Él argumenta que las tradiciones y la cultura nacional son creadas y reinventadas para respaldar los objetivos políticos. Por otro lado, Hobsbawm enfatiza la importancia de los elementos simbólicos y culturales en la formación de las identidades nacionales, pero también reconoce la existencia de continuidades históricas y la influencia de las experiencias compartidas en la construcción de las naciones. El Enfoque político, Gellner destaca la relación entre el nacionalismo y los intereses políticos y económicos. Él sostiene que el nacionalismo a menudo se utiliza como una herramienta política para movilizar a las masas y proteger los intereses económicos y políticos de una nación. Por otro lado, Hobsbawm también considera la relación entre el nacionalismo y los intereses políticos, pero se centra más en el papel del nacionalismo en la lucha por la liberación y la resistencia contra la opresión colonial o imperial. Sus Actitudes hacia el nacionalismo, Gellner adopta una postura más neutral y crítica hacia el nacionalismo. Él destaca su carácter construido y su potencial para generar conflictos y exclusiones. Por otro lado, Hobsbawm adopta una postura más matizada y compleja hacia el nacionalismo. Él reconoce tanto los aspectos positivos, como la expresión de identidad y solidaridad, como los aspectos negativos, como los riesgos de xenofobia y discriminación.
Como filósofo destacó en su elaboración del concepto de racionalidad de la sociedad actual, en Reason and Culture, donde destaca la gran porción de irracionalidad que posee el capitalismo actual. Además, en El arado, la espada y el libro, dividió la Historia humana en tres grandes periodos (sociedad cazadora-recolectora; sociedad agraria; y sociedad industrial), separados éstos por las dos grandes revoluciones de la Historia: la Revolución neolítica y la Revolución industrial. De esta manera asignará un tipo de mentalidad a cada tipo de sociedad, aunque su análisis se hará más complejo al introducir los factores de producción, cognición y coerción que de muy diversas maneras determinan cada tipo de sociedad.

## Biografía
Gellner nació en París, sus padres eran Anna Fantl y Rudolf Gellner, un abogado e intelectual de habla alemana. Ambos padres eran judíos de origen bohemio. En 1918 la República Checa se había formado con Moravia y Eslovaquia como consecuencia de la disgregación del Imperio Austro Húngaro al fin de la Primera Guerra Mundial. Julius Gellner era su tío.
Ernest Gellner nació en París en 1925 con ciudadanía checoslovaca. El padre de Ernest, Rudolf Gellner, trabajó como periodista antes de convertirse en un pequeño empresario. Al igual que muchos habitantes de Bohemia de habla alemana, Rudolf tuvo que aprender la lengua checa como resultado de la creación de Checoslovaquia (1918). Rudolf había luchado en la Primera Guerra Mundial. También vivió en Siberia. Cuando nació Ernest, Rudolf estudiaba en París, pero poco después, la familia se trasladó a Praga. Gellner pasó sus primeros años en Praga, asistiendo a una escuela primaria Checa e inscribiéndose después en una escuela secundaria en la que se enseñaba en inglés. Fue la Praga de Kafka, una ciudad de tres culturas, checoslovaca, alemana y hebrea, como Gellner, dijo a John Davis de la Universidad de Oxford: el antisemitismo estaba muy extendido, pero era una ciudad de una belleza extraordinaria, que siempre inspiró a Gellner sentimientos de nostalgia y afecto. 
En 1939, con la llegada de los nazis a Checoslovaquia, su familia se vio obligado a abandonar el país e irse Reino Unido. Esta decisión había sido preparado desde hace mucho tiempo, a causa del peligro de la evolución de los acontecimientos. Una de las hermanas de Rudolf ya vivía en Inglaterra. El 10 de marzo de 1939 Adolf Hitler ordenó la entrada del ejército alemán en Praga, una consecuencia de los Acuerdos de Múnich. Ese mismo año, Ernest Gellner, de 13 años, viaja a través de Alemania en tren con su madre y su hermana para ir al Reino Unido. A los hombres adultos no se les permitía viajar, su padre cruzó a Polonia ilegalmente. Dos veces fue rechazado, pero el tercer intento tiene éxito. Con la ayuda de viejos amigos rusos de la época de la Primera Guerra Mundial, Rudolf Gellner obtuvo los visados de tránsito en Varsovia que salvaron su vida. Luego se trasladó a Suecia antes de llegar a Inglaterra, volviendo a encontrar a su familia en Londres. El hermano de Rudolf Gellner, Otto, tuvo menos suerte y murió en el Holocausto.
Ernest y su familia vivieron primero en Highgate, al norte de Londres. Luego se trasladaron a St. Albans, en la periferia norte de Londres, donde asistió a la Escuela de Gramática de St. Albans. Gellner comenta respecto al periodo de la Segunda Guerra Mundial: "Praga es una impresionante y hermosa ciudad, y durante el primer período de mi exilio, que fue durante la guerra, solía soñar con ella constantemente, en el sentido literal: Era un anhelo fuerte".
A los 17 años, obtuvo una beca para el Balliol College de Oxford. En el Balliol, Gellner estudió filosofía, política y economía, con especialización en filosofía. Interrumpió sus estudios después de un año para alistarse en la primera brigada acorazada de Checoslovaquia, que tomó parte en el sitio de Dunkerque, y luego regresó a Praga para asistir a la universidad por un semestre.
Durante este período, Praga perdió su fuerte influencia sobre él: previendo la toma del poder por los comunistas, decidió regresar al Reino Unido. Uno de sus recuerdos de la ciudad en 1945 era un manifiesto comunista en el que se escribió: "Cualquiera que tenga un historial limpio está dentro del Partido", que al parecer significaba que los que se habían portado bien durante la ocupación alemana eran bienvenidos. De hecho, según Gellner, significaba todo lo contrario:
"Si su hoja de servicios es absolutamente repugnante la limpiamos para usted; con nosotros usted puede estar a salvo; lo que nos gusta sobre todo es que cuanto más comprometido con el pasado estés más tendremos capacidad de tener autoridad sobre ti. Así que todos los hijos de puta, todas las personalidades autoritarias, entraron rápidamente en el partido, que de inmediato compró este tipo de carácter. Y esto se hizo muy claro para mí, y me curó de las garras emocionales que Praga había tenido anteriormente en mí, ya que podía predecir que venía una dictadura estalinista y se hizo realidad en 1948. No podía predecir la fecha exacta, pero su venida fue algo absolutamente obvio, por diversas razones ... no quería tener nada que ver con esta situación y me fui tan rápido como fue posible"
Gellner volvió a Balliol College para graduarse en 1945, ganando el Premio John Locke en 1947. En ese mismo año comienza su carrera académica en la Universidad de Edimburgo como asistente de John Macmurray profesor en el Departamento de Filosofía Moral. Se trasladó a la London School of Economics en 1949, al Departamento de Sociología, dirigido por Morris Ginsberg. Ginsberg admiraba la filosofía, y creía que la filosofía y la sociología eran disciplinas vecinas entre sí.
Leonard T. Hobhouse había precedido a Ginsberg como Profesor de Sociología de la LSE. En su libro Evolución (1901) sugirió que la sociedad debe ser considerada como un organismo, un producto de la evolución, con el individuo como unidad básica, en el entendido de que la sociedad puede mejorar con el paso del tiempo, una visión teleológica a la que se opuso decididamente Gellner.
"Ginsberg ... estaba totalmente carente de originalidad y carecía de visión. Simplemente reproduce el tipo de visión evolutiva que ya había sido formulado por Hobhouse y que por cierto era una extrapolación de su propio viaje personal en la vida, que comenzó en Polonia y terminó con una silla confortable en la LSE. Si había evolucionado, tenía una idea de una gran cadena en la que la forma más baja de vida era la polaca campesina, y antisemita, la siguiente etapa era el pequeño noble polaco, un poco mejor. Y después de su llegada a Inglaterra, primero en el College de Londres, dirigido por Dawes Hicks, que era bastante racional (pero no tan racional, ya que todavía tenía algunos prejuicios antisemitas, por lo que parece) y finalmente a la LSE con Hobhouse, que era tan racional que la racionalidad le salía por las orejas. Así Ginsberg extrapola todo esto, y en su visión de toda la humanidad se mueve hacia una mayor racionalidad."
La crítica de la filosofía del lenguaje de Gellner, llevada a cabo en el libro Las palabras y las cosas (1959) se centró en J. L. Austin y en la segunda fase del pensamiento de Ludwig Wittgenstein, que fueron culpados por el fracaso de su propio método. El libro llevó a Gellner al éxito. Obtuvo su Doctorado en Filosofía en 1961 con una tesis titulada "Organización y roles en una Zaouia Bereber" y se convirtió en profesor de Filosofía, Lógica y Método Científico al año siguiente. El pensamiento y el cambio se publicó en 1965, y en el volumen Estado y sociedad en el pensamiento Soviético (1988), examinó la posibilidad de liberalización de los regímenes que fueron inspirados por el marxismo.
Gellner fue elegido miembro de la Academia Británica en 1974. Se trasladó a Cambridge en 1984 para ejercer como Presidente del Departamento de Antropología, asumiendo el cargo de William Wyse Profesor de Antropología Social y convertirse un miembro del King's College, que le proporcionó una atmósfera tranquila donde pudo estar en compañía de los estudiantes, beber cerveza y jugar al ajedrez. Descrito por el Diccionario Oxford de biografías nacionales como "brillante, enérgico, irreverente, travieso, a veces obstinado, con un sentido del humor y una ironía sarcásticos," era muy popular entre sus estudiantes, ya que accedió a pasar muchas horas extras como su tutor, y fue considerado como un excelente orador y un maestro con mucho talento. Su libro El arado, la espada y el libro (1988) examinó la filosofía de la historia y en su obra Condiciones de la libertad (1994) trata de explicar el colapso del comunismo. En 1993 regresó a Praga, liberada del comunismo, a la nueva Universidad de Europa Central, donde se convirtió en Director del Centro para el Estudio del Nacionalismo, un programa fundado por George Soros, el multimillonario filántropo estadounidense, para estudiar el surgimiento del nacionalismo en la Europa postcomunista central y oriental.
El 5 de noviembre de 1995, al acabar de regresar de una conferencia que se celebró en Budapest, sufrió un ataque al corazón y murió en su apartamento de Praga, aproximadamente un mes antes de cumplir setenta años.

## Las palabras y las cosas
Gellner encontró por primera vez la filosofía del lenguaje, mientras era alumno en el Balliol.
Con la publicación en 1959 de Las palabras y las cosas, su primer libro, Gellner ganó fama y notoriedad en el ámbito filosófico Inglés, e incluso más allá de la disciplina, con su duro ataque a la "filosofía del lenguaje ordinario" o "filosofía lingüística". La filosofía del lenguaje ordinario, de una forma u otra, era la dominante en Oxford en ese período.
Gellner chocó por primera vez con la hegemonía de la filosofía del lenguaje cuando estaba en el Balliol:
"En ese momento la ortodoxia, mejor descrita como filosofía del lenguaje, inspirada en Wittgenstein, se estaba cristalizando y me parecía completamente errónea. La idea fundamental de Wittgenstein era que no había ninguna solución general a los problemas, a excepción de la tradición de la comunidad. Sólo cuentan las comunidades. No se expresa en estos términos, pero es algo parecido a esto. Y esto no tiene sentido en un mundo donde las comunidades no son estables y claramente no están aisladas unas de otras. Sin embargo, Wittgenstein consiguió vender esta idea, que fue adoptada con entusiasmo como si se tratara de una revelación indiscutible. Es muy difícil hoy en día entender la atmósfera de la época, que la consideraba como revelación y no se podía dudar de ella. Pero para mí era bastante obvio que no era correcta. Era obvio para mí cuando empecé a estudiarlo, aunque en un principio, debido al ambiente en el que vivía, a que las personas que yo consideraba más inteligentes la consideraban como verdadera, tenía dudas de que yo estaba equivocado, que la tenía mal entendida, y que los otros tenían razón. Y así me di la investigación adicional y, finalmente, llegué a la conclusión de que la había entendido bien, y que era basura, como en realidad era."[
Las palabras y las cosas critica duramente la obra de Ludwig Wittgenstein, JL Austin, Gilbert Ryle, Antony Flew, Peter Strawson y muchos otros. Ryle se negó a comentar el libro en la revista Mind (que dirigió), y Bertrand Russell (que había escrito una introducción favorable para el libro de Gellner) protestó en una carta a The Times. El resultado fue la respuesta Ryle y una larga correspondencia.

## Ideas filosóficas
(Obras principales: Las palabras y las cosas, La legitimación de la creencia, El arado, la espada y el libro)
Los libros de Gellner son un buen punto de partida para el estudio de la filosofía. Gellner sistematizó la filosofía como pocos otros escritores, combinando la sociología, la antropología y la historia. Este es un caso raro de hombre de ciencia experto en varias disciplinas, cosmopolita y con un verdadero sentido del humor.
Gellner se refiere a la filosofía con la siguiente frase:
"Todo bebé que llega al mundo es necesariamente un pequeño positivista o un pequeño hegeliano".
Gellner está claramente del lado de la filosofía racionalista. Del lado positivista, como él la llama, que tiene un significado diferente del que le da Auguste Comte, que como dice Gellner "combina las dos posiciones".
Sus héroes son David Hume, René Descartes, Emmanuel Kant, Bertrand Russell, Karl Popper. Sus villanos Hegel, Wittgenstein, Nietzsche, Heidegger.
Gellner se define a sí mismo un "fundamentalista de la Ilustración", contrapunto irónico del fundamentalismo islámico, un movimiento moderno en gran expansión.
Describe la sociedad civil ilustrada como la que postula la separación entre las esferas política y socioeconómica. También indica que la sociedad civil no tiene nada de natural, sino que constituye una excepción casi milagrosa. Lo normal a lo largo de la historia son sociedades regidas por el orden o la seguridad. La sociedad civil ilustrada ha creado el hombre adaptable que trajo consigo la revolución industrial y crea también las condiciones que hacen posible la democracia. No a la inversa.

## El interés por la antropología
Fue en los años sesenta cuando Gellner descubrió su pasión por la antropología social. Chris Hann, Director del Instituto Max Planck de Antropología Social escribe que, siguiendo el empirismo Bronisław Malinowski, Gellner ha hecho importantes contribuciones a la disciplina, que van desde "los análisis conceptuales críticamente relacionadas con el marco general para entender cómo era posible un orden político en una sociedad sin Estado, como en una tribu de Marruecos (Santos del Atlas, 1969); de la exposición de las obras de antropólogos soviéticos a la elegante síntesis de las tradiciones de Durkheim y de Weber de la teoría social occidental, y una gran elaboración de una "estructura de la historia humana" al análisis del nacionalismo (Pensamiento y cambio, 1964; Naciones y nacionalismo, 1983)".
Gellner comenta así su posición respecto a las corrientes antropológicas de su tiempo: "Y la paradoja de la historia es que yo había escapado de la filosofía a la antropología, en parte para escapar de la filosofía del lenguaje, y ahora veo que de lo que yo estaba huyendo ahora era dominante en la antropología: el giro hermenéutico, como lo he llamado, en parte influenciado por Wittgenstein, recientemente ha tenido mucha influencia en la antropología. Y creo que también es erróneo en antropología tanto como en filosofía. Lo irónico es que parece que me persigue. "(Davis, 1991)
Gellner en Antropología y política, aprecia la sustitución definitiva del rito por el contrato social, o de la Gemeinschaft por la Gesellschaft. Gellner dice que entre nosotros la "ausencia de ritos se ha convertido en el rito más potente y la ausencia de imágenes grabadas ha llegado a ser el fetiche más generalizado". Gellner ha sido criticado desde un punto de vista antropológico por su tendencia a hacer patrón universal de lo que no sería sino una de las concebibles experiencias humanas: la del mundo en el que triunfan los valores del liberalismo.

## Nacionalismo
En 1983, Gellner publicó Nations and Nationalism. Para Gellner, el nacionalismo es básicamente un principio político que mantiene que la unidad política y la unidad nacional deben ser congruentes". Gellner defiende que el nacionalismo solo apareció y se convirtió en necesidad sociológica en el mundo moderno. En épocas anteriores (la fase "the agroalfabetizada" de la Historia), los gobernantes tenían pocos incentivos para imponer la homogeneidad cultural sobre aquellos sobre los que gobernaban. Pero en la sociedad moderna el trabajo pasa a ser de tipo técnico. El hombre debe operar una máquina y debe aprender. Existe una necesidad de comunicación impersonal, libre de contexto y con un alto grado de estandartización cultural.
Además, la sociedad industrial necesita un crecimiento continuo e ilimitado en que los tipos de cambio en el empleo y las nuevas habilidades debe ser aprendidos continuamente. Por lo tanto, la educación básica, la enseñanza general es más importante que el trabajo especializado. Para mantener su control sobre los recursos, su supervivencia y su progreso, el estado y la cultura nacional deben corresponderse. El nacionalismo se revela como una necesidad de los tiempos modernos.
Gellner declara que “el nacionalismo, aunque se presente como el despertar de una fuerza antigua, oculta y aletargada, en realidad no lo es. Es consecuencia de una nueva forma de organización social basada en culturas desarrolladas profundamente interiorizadas y dependientes de la educación, cada una protegida por su respectivo estado. Aprovecha algunas de las culturas existentes previamente, generalmente transformándolas durante el proceso, pero no puede hacerlo con todas, porque hay demasiadas”.
Las naciones, no son algo históricamente ineludible, ni los estados nacionales el destino final de los grupos étnicos y culturales. Así rechaza el mito de los nacionalistas. El nacionalismo no es el despertar de una comunidad naturales existente. Es la cristalización de nuevas unidades culturales debida a las condiciones que la sociedad industrial impone.
El nacionalismo se fundamenta en el par voluntad y cultura para fundamentarse. Gellner indica que la voluntad tiene un papel esencial en las adhesiones de los individuos, y el elemento cultural tiene también mucha relevancia, pero añade un tercer elemento, imprescindible: el Estado. La voluntad constituye un factor fundamental en la formación de los grupos, pero también ha operado a favor de todo tipo de agrupamientos. Gellner dice al respecto “en otras palabras, aun cuando la voluntad sea la base de una nación (parafraseando una definición idealista de estado), lo es a la vez de tantas otras cosas que no nos permite definir el concepto de nación de esta forma”.
Por otro lado la riqueza cultural y la variedad de culturas es tan grande, que no se corresponde con los límites de las naciones existentes. Hay más culturas que naciones. Lo que ocurre, es que el industrialismo contribuye a la existencia de culturas desarrolladas estandarizadas, homogéneas, y centralizadas, que penetran en poblaciones enteras, las culturas son unificadas por una educación bien definida, constituyen una unidad con la que el hombre se identifica voluntariamente. Dice Gellner: “Es en estas condiciones, y solo en ellas, cuando puede definirse a las naciones atendiendo a la voluntad y a la cultura, y, en realidad, a la convergencia de ambas con unidades políticas. En estas condiciones el hombre quiere estar políticamente unido a aquellos, y solo a aquellos, que comparten su cultura (…) La fusión de voluntad, cultura y estado se convierte en norma, y en una norma que no es fácil ni frecuente ver incumplida”.
El nacionalismo impone una cultura desarrollada a una sociedad en la que hasta entonces una parte de la población se identifica con grupos culturales diversos. La imposición de esta cultura general, homogénea y estandarizada, se hace desplazando a los anteriores ejes culturales. Así, el nacionalismo engendra la nación.

Su biógrafo John A. Hall dice lo siguiente de su posición: "Los pensadores de ascendencia judía vivieron la tensión entre cosmopolitismo y etnonacionalismo de distintas maneras, y su ambivalencia en muchos casos se intensificó con la creación del Estado de Israel. La singularidad del pensamiento de Gellner se deriva de su aceptación de esta tensión, admitiendo las debilidades de cada posición, sin dejar de reconocer tanto el poder del universalismo como la importancia del nacionalismo. Por eso, Ludwig Wittgenstein, cuyo pensamiento disgustó a Gellner desde el principio, se convirtió en la gran ‘bestia negra’ en el libro que estaba escribiendo en el momento de su muerte. El filósofo austriaco se había movido de un respaldo total del universalismo a la aceptación acrítica de un relativismo völkisch, con lo que, para Gellner, estuvo absolutamente equivocado las dos veces. La particularidad de los logros intelectuales de Gellner se ilustra, además, con sus comparaciones con Popper, el pensador contemporáneo que más le  influyó. El contraste inmediato se refiere al nacionalismo: Gellner se tomó esta fuerza proteica mucho más en serio, principalmente por empatía con sus partidarios y porque  trató de comprender su atractivo emocional. Una infancia en la Praga de entreguerras, y no en Viena, ayuda a explicarlo, pero había otras diferencias fundamentales sobre la mesa. Gellner no creía que el nacionalismo pudiera ser usurpado simplemente por los ideales cosmopolitas. Por un lado, las buenas ideas es poco probable que tengan tanto poder por sí mismas. Por otra parte, Gellner difiere de Karl Popper y de otros liberales en su creencia de que los valores de la Ilustración no se asentaron por completo, de que el universalismo no se justificaba como tal en términos puramente filosóficos."

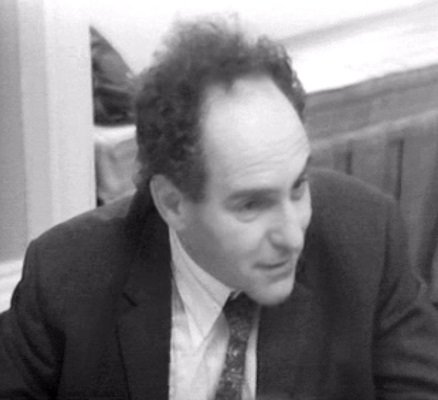

Observador destacado de la desintegración de la Unión Soviética señala que ha descubierto cuatro modelos de desarrollo nacionalista. El primero, y también el más suave es el de Bielorrusia.  "Es un nacionalismo parecido al polaco, de baja intensidad, circunscrito a círculos intelectuales no violentos. El segundo modelo es el caucásico. Si en la Unión Soviética había unas 120 etnias, la mitad se hallan en el Cáucaso. Allí se da un nacionalismo de tensión que produce fuertes trasplantes de poblaciones, no auspiciadas desde el poder del Estado, sino por el miedo de las minorías. Por ejemplo los armenios del Azerbaiyán. Estonia es el tercer modelo nacionalista en la Unión Soviética. Un país que, antes del siglo XIX, no tenía ni nombre, ni identidad, ni Estado, ni siquiera aristocracia gobernante. Sin embargo, su evolución en el siglo pasado le confiere una identidad que produce una fuerte conciencia nacional. El cuarto modelo es el de Asia central, sin tensiones étnicas, sin grandes odios nacionalistas".

### Críticas a la teoría de Gellner
- Es demasiado funcionalista. Según sus críticos, Gellner explica el fenómeno a partir del resultado histórico final - la sociedad industrial no podría 'funcionar' sin nacionalismo (Tambini 1996) .
- No interpreta adecuadamente la relación entre nacionalismo e industrializaciónn (Smith 1998).
- No tiene en cuenta los movimientos nacionales en la antigua Roma, Grecia etc. mediante un argumento de tipo an alum; insistiendo en que el nacionalismo está vinculado a la 'modernidad', y no puede existir sin una industrialización moderna claramente definida. (Smith 1995)
- No tiene en cuenta el nacionalismo en las sociedades no industriales y el resurgimiento del nacionalismo en las sociedades postindustriales (Smith 1998).
- No explica las pasiones generadas por el nacionalismo ¿Por qué un individuo lucha y muere por su país? (Connor 1993)
- No tiene en cuenta el papel de la guerra y los ejércitos en la homogeneización cultural y el nacionalismo, omitiendo en especial la relación entre militarismo y educación obligatoria (Conversi 2007).

## Obra

### Libros
- Words and Things, A Critical Account of Linguistic Philosophy and a Study in Ideology, London: Gollancz; Boston: Beacon (1959).
- Thought and Change (1964)
- Saints of the Atlas (1969)
- Contemporary Thought and Politics (1974)
- The Devil in Modern Philosophy (1974)
- Legitimation of Belief (1974)
- Spectacles and Predicaments (1979)
- Soviet and Western Anthropology (1980) (editor)
- Muslim Society (1981)
- Nations and Nationalism (1983)
- Relativism and the Social Sciences (1985)
- The Psychoanalytic Movement (1985)
- The Concept of Kinship and Other Essays (1986)
- Culture, Identity and Politics (1987)
- State and Society in Soviet Thought (1988)
- Plough, Sword and Book (1988)
- Postmodernism, Reason and Religion (1992)
- Conditions of Liberty (1994)
- Anthropology and Politics: Revolutions in the Sacred Grove (1995)
- Nationalism (1997)
- Language and Solitude: Wittgenstein, Malinowski and the Habsburg Dilemma (1998)